# キラーハンド
『キラーハンド』（原題：The Hand）は、1981年制作のアメリカ合衆国のホラー映画。オリヴァー・ストーン監督。スタン・ウィンストンとカルロ・ランバルディが特殊効果を担当している。

## あらすじ
漫画家のジョンはある日、妻アンの運転ミスで起きた事故で利き腕の右手を失い、漫画家生命を絶たれてしまう。
ジョンはアンと別居し、大学講師として働き始めるが、やがて彼の周りで奇妙な事件が次々と起こるようになる。ジョンの失った右手が無意識の中で蘇って自由に動き回り、彼の憎悪をそのまま現実のものへと変えていたのだ…。

## キャスト
- ジョン・ランズデール：マイケル・ケイン
- アン・ランズデール：アンドレア・マルコヴィッチ
- リジー・ランズデール：マラ・ホーベル
- ステラ：アニー・マッケンロー
- 心理学者：ヴィヴェカ・リンドフォース
- ブライアン：ブルース・マッギル
- カレン：ローズマリー・マーフィ
- 保安官：パット・コーリー
- デヴィッド：チャールズ・フライシャー
- 警官：トレイシー・ウォルター